# Paris Hilton
Paris Whitney Hilton (sinh ngày 17 tháng 2 năm 1981) là ngôi sao truyền hình thực tế, doanh nhân, người mẫu và ca sĩ người Mỹ. Cô là cháu cố của Conrad Hilton, người sáng lập tập đoàn khách sạn Hilton. Được sinh ra ở New York và lớn lên ở Beverly Hills, California, Paris bắt đầu làm người mẫu khi còn ở độ tuổi teen và đã kí hợp đồng với công ty quản lý người mẫu của Donald Trump. Phong cách sống của cô cùng với những mối tình ngắn hạn làm cô luôn xuất hiện trên mặt báo cùng với những bài tin tức phóng đại khiến cô trở thành "Cô nàng nổi tiếng nhất New York" vào năm 2001. Năm 2003, một băng sex của Paris quay cùng với bạn trai thời lúc đó là Rick Salomon, bị phát tán với tựa đề "Một đêm ở Paris". Băng sex của Paris trở thành cú sốc với mọi người nhất là khi nó bị phát tán chỉ 3 tuần trước khi series truyền hình thực tế "The Simple Life" đóng cặp cùng với bạn thân lâu năm của Paris, là Nicole Richie sắp được ra mắt. Cô thường được xem là nhân vật nổi tiếng không nhờ tài năng (famous for being famous) từ những năm 2000.
Năm 2004, Paris phát hành cuốn tự truyện "Confessions of an Heiress" (Thú tội của nhà thừa kế), cuốn tự truyện đã trở thành cuốn sách bán chạy nhất của New York Times. Sau đó Paris có đóng một vai phụ trong phim "House of Wax" (Ngôi nhà sáp) (2005). Năm 2005, Paris kí hợp đồng với Warner Bros để trở thành ca sĩ và hợp tác với các nhà sản xuất như Scott Storch, Tom Whalley, J.R Rotem, Dr. Luke, Fernando Garibay và Kara DioGuardi để ra mắt một album nhạc pop. Đĩa đơn đầu tiên "Stars Are Blind" được ra mắt toàn thế giới vào tháng 6 năm 2006 và nhanh chóng trở thành hit lớn bao gồm vị trí số một ở Scotland. Ở Mỹ, "Stars Are Blind" là một trong những đĩa đơn ra mắt có thành tích cao nhất trong năm 2006, leo lên vị trí thứ 18 trên bảng xếp hạng Billboard Hot 100 nhờ vào thành tích bán đĩa cao cùng với được phát trên hơn 125 đài phát thành ở Mỹ chỉ trong hai năm 2006 và 2007. Album mang tên chính mình, Paris, được ra mắt chính thức vào ngày 22/8/2006. Album đạt thứ hạng thứ 6 trên bảng xếp hạng Billboard 200 và bán được được hơn 600,000 bản copy toàn cầu.
Cô trở lại với sự nghiệp ngôi sao chương trình truyền hình thực tế vào năm 2008 với series "Người bạn thân của Paris Hilton" cùng với hai bản ăn theo là "Người bạn thân người Anh của Paris Hilton" (2009) và "Người bạn thân Dubai của Paris Hilton" (2009), năm 2011, cô ra mắt chương trình "Thế giới theo góc nhìn của Paris". Paris còn tham gia diễn xuất trong các phim Bottoms Up, Nationals Lampoon's Pledge This! (2006), The Hottie and the Nottie (2008), Repo! The Genetic Opeara (2008) và bộ phim của Sofia Coppola là The Bling Ring (2013). Năm 2012, Paris quyết định trở thành DJ và trình diễn lần đầu tiên là Sự kiện âm nhạc Sao PauloPop. Mặc dù bị chỉ trích, cô lại trở thành một trong những DJ được trả lương cao nhất và trình diễn thường xuyên ở những hộp đêm toàn thế giới. Cùng năm, cô cũng quay lại với dự án âm nhạc của mình và kí hợp đồng với hãng thu âm Cash Money của rapper Lil Wayne và Birdman.
Nhiều người nói rằng cô chỉ nổi tiếng bởi vì cô "nổi tiếng", không có tài năng gì nổi trội nhưng lại được chú ý vì phong cách sống giàu có xa hoa của mình. Paris đã sử dụng danh tiếng của mình để đầu tư cho việc bán nước hoa và dòng thời trang riêng của mình; dòng nước hoa của cô thu về lợi nhuận 1,5 tỉ dollar. Hiện tại, cô sở hữu 3 khu phức hợp chung cư cùng với 44 cửa hàng mang tên Paris Hilton toàn thế giới, với các sản phẩm bao gồm nước hoa, túi xách, đồng hồ và giày dép. Cô thu về hơn 10 triệu dollar Mỹ mỗi năm cho công việc kinh doang hãng mang tên của mình. Chỉ tính riêng mỗi sản phẩm nước hoa, Paris đã thu về hơn 2,5 tỉ dollar Mỹ, được xếp hạng là nhãn hiệu nước hoa người nổi tiếng bán chạy thứ nhì chỉ sau dòng nước hoa của minh tinh Liz Taylor, vào năm 2005, Paris được trả 300,000 dollar Mỹ cho mỗi lần xuất hiện của mình.

## Tiểu sử

### 1981-2001: Thời thơ ấu và sự nghiệp
Paris được sinh ra ở New York. Mẹ của cô là bà Kathy Hilton (nhũ danh Kathleen Elizabeth Avanzino) là cựu diễn viên; ba của cô là Richard Howard "Rick" Hilton là doanh nhân. Cô là người Cơ Đốc Giáo. Cô là chị cả và có 1 em gái là Nicholai Olivia "Nicky" Hilton (sinh năm 1983) và hai em trai: Barron Nicholas Hilton đệ nhị (sinh năm 1989) và Conrad Hughes Hilton đệ tam (sinh năm 1994). Ông cố ruột của cô là Conrad Hilton, người sáng lập tập đoàn khách sạn Hilton. Paris lai dòng máu Na Uy, Đức, Ý, Anh, người Ireland và người Scotland. Cô thường xuyên di chuyển tới lui suốt thời niên thiếu của mình, và thường sinh sống ở tầng thượng của Khách sạn Waldorf-Astoria ở Manhattan, khu Beverly Hills và khu The Hamptons. Khi còn bé, cô là bạn với những người có tiếng khác như Ivanka Trump, Nicole Richie và Kim Kardashian.
Lớn lên ở Los Angeles, Paris theo học ở Trường Buckley và Trường St. Paul the Apostle, cô hoàn thành cấp 1 vào năm 1995. Cô học năm đầu trung học ở Trường Marywood-Palm Valley ở Rancho Mirage, California. Năm 1996, cô cùng gia đình rời khỏi California và chuyển tới bờ Đông nước Mỹ. Paris theo học ở Trường Provo Canyon - trường chuyên dành cho học sinh có vấn đề tâm lý vào lúc năm 16. Sau đó cô theo học Trường Canterbury ở New Milford, Connecticut từ mùa thu năm 1998 tới tháng 2/1999, tại đó cô là thành viên của đội hockey sân băng. Tháng 2/1999, cô bị đuổi khỏi trường do vi phạm nội quy trường học, sau đó theo học ở Trường Dwight và bỏ học một vài tháng sau đó. Cô nhận được chứng chỉ GED.
Paris bắt đầu theo nghề người mẫu từ lúc nhỏ, thường biểu diễn ở các sự kiện từ thiện. Khi cô 19 tuổi, cô kí hợp đồng người mẫu với công ty quản lý người mẫu của Donald Trump tên T Management. Cô nói rằng cô "muốn trở thành người mẫu" còn Trump thì muốn cô kí hợp đồng với mình, Paris nói rằng cô rất yêu thích nghề người mẫu. Trong khi theo đuổi sự nghiệp người mẫu, cô trở thành gương mặt thường xuyên xuất hiện trên các trang báo vì thói quen tiệc tùng của mình; theo Cisco Adler (nhà sản xuất của Sweetie Pie mà Paris cũng tham gia diễn xuất) của Tạp chí Vanity Fair, Paris "là cô gái trẻ ưa thích tiệc tùng ở LA và lớn quá nhanh". Năm 2001, cô bắt đầu sự nghiệp ngôi sao thực tế của mình khi được phong danh hiệu "It Girl của New York", lúc này danh tiếng của cô vươn xa và vượt qua những lời bàn tán lá cải ở New York. Tầm khoảng thời gian đó, cô cũng đóng một vai cameo trong phim Zoolander cũng như xuất hiện trên trang bìa một số tạp chí, bao gồm Tạp chí Tatler của Anh, Giola của Ý và Vanity Fair của Mỹ cùng với Tạp chí FHM. Paris cũng xuất hiện trong video ca nhạc "Honey Bunny" của Vincent Gallo. Năm 2002, cô đóng vai chính trong phim kinh dị Nine Lives. Theo trang web beyondhollywood.com, "sự xuất hiện của Paris Hilton trong dàn diễn viên là mưu đồ quảng bá, vốn dĩ quá dễ thấy vì cô ấy đóng vai chính trên các poster phim và tên cô ấy là cái tên duy nhất mà mọi người biết trong dàn diễn viên". Trang web cũng nhận xét rằng vai diễn của Paris Hilton thực chất chỉ là bê nguyên xi hình mẫu của chính mình lên phim, "Hilton đóng vai, gì nhỉ? Một ngôi sao truyền hình thực tế người Mỹ đi shopping vòng quanh thế giới chỉ trong 1 ngày. Sườn phim còn lộ liễu hơn nữa khi bóc nhặt một số chi tiết từ cuộc sống thật của Paris đem lên phim, thậm chí còn nói về việc cô ấy xuất hiện vài lần trên vài tạp chí tàn tàn của cô ấy". Cùng năm đó, cô đính hôn với người mẫu nam Jason Shaw nhưng hai người chia tay vào năm 2003 sau đó.

### 2003-2005: The Simple Life và đột phá
Vai diễn đột phá của Paris là vào năm 2003, khi cô hợp tác với ngôi sao thực tế khác là Nicole Richie trong chương trình truyền hình thực tế của Fox tên The Simple Life. Series được lên sóng vào ngày 2/12/2003, chỉ một thời gian ngắn sau khi băng sex của Paris bị phát tán. The Simple Life có tỉ lệ người xem tốt; tập đầu tiên thu hút tới 13 triệu lượt xem, làm cho mục phim dành cho đối tượng từ 18 tới 49 tuổi tăng lên tới 79%. Cô được biết tới với tính cách hơi ngu ngơ tóc vàng hoe của mình trên màn ảnh, sau khi series kết thúc, cô thú nhận rằng cô đóng vai một người khác không phải là mình trong series The Simple Life. Năm 2003, cô hẹn hò với Nick Carter và kéo dài tới thêm 1 năm sau đó.
Paris giới thiệu dòng sản phẩm của mình vào năm 2004, cô tham gia thiết kế dòng túi xách cho thương hiệu Nhật Bản mang tên Samantha Thavasa. Dòng trang sức được thiết kế bởi chính Paris được bán trên trang Amazon; cô nói rằng cô "muốn sản xuất một dòng sản phẩm thật đẹp và có chất lượng tốt, đồng thời giá phải chăng và ai cũng có thể mua được". Dòng trang sức được làm dựa trên chính phong cách của Paris - nữ tính, ve vãn và rạng rỡ - cùng với các hình trái tim, ngôi sao và hình dấu chéo. Mùa thu năm 2004, Paris phát hành cuốn tự truyện viết cùng với Merle Ginsberg mang tên "Lời thú tội của nhà thừa kế" có nhiều sách ảnh và các lời khuyên từ chính bản thân cô. Cuốn sách xếp hạng thứ 7 trên danh sách Những quyển sách bán chạy nhất của New York Times. Lời khuyên của cô "Lúc nào cũng ăn mặc đẹp đẽ, cuộc sống quá ngắn để chìm lỉm giữa mọi người khác", được đưa vào từ điển Oxford những câu nói hay vào tháng 9/2009.Paris tiếp tục hợp tác ra mắt dòng nước hoa tên Parlux, tuy được dự định chỉ ra mắt một số lượng ít, tuy nhiên do nhu cầu tăng mà cô đã quyết định sản xuất thêm vào tháng 12/2009. Theo sau đó là lợi nhuận tăng thêm 47% của nước hoa Parlux. Sau sự thành công của Parlux, cô cho ra mắt theo nhiều hương nước hoa mang tên mình, cùng với một số mùi hương dành cho nam. Paris còn cho ra mắt quyển sách thứ hai của mình tên Your Heiress Dairy: Confess it All to Me vào năm 2005; sau đó cô cho ra mắt dòng nước hoa mới tên Just Me.
Sau khi dẫn chương trình Saturday Night Live của đài NBC vào tháng 2/2005 cùng với Keane, cô nhận vai diễn chính thống đầu tiên của mình, cùng với Elisha Cuthbert và Chad Michael Murray trong bộ phim kinh dị "Ngôi nhà sáp" (House of Wax). Bộ phim được trình chiếu đầu tiên tại Liên hoan phim Tribeca vào tháng 5/2005 và nhận được nhiều luồng ý kiến khác nhau. Matthew Turner của View London nói rằng Paris "làm tốt hơn những gì bạn có thể nghĩ". Mặc dù MTV cũng cho rằng Paris diễn "khá tốt", TV Guide lại bảo rằng Paris "bất tài". Vai diễn Paige Edward đem về cho cô giải "Tiếng hét xuất sắc nhất" ở giải Teen Choice và đồng thời cũng được đề cử cho "Màn trình diễn đột phá" dành cho nữ; vai diễn cũng đem về cho cô giải "Diễn viên nữ phụ tệ nhất" năm 2005 thuộc giải Mâm Xôi Vàng. Cô cũng nhận được đề cử cho "Màn trình diễn bị kích động hay nhất" ở giải MTV Movie Awards năm 2006. Ngôi nhà sáp có doanh thu hơn 70 triệu dollar Mỹ.
Tháng 5 tới tháng 10/2005, cô đính hôn với nhà thừa kế người Hy Lạp tên Paris Latsis. The Simple Life bị hủy sau 3 mùa trình chiếu vào năm 2005 do có những tranh cãi giữa cô và Nicole Richie. Paris nói "ai cũng biết là tôi với Nicole không còn chơi với nhau nữa. Nicole biết mình đã làm gì và đó là tất cả những gì tôi muốn nói". Cả Nicole và Paris đều không lên tiếng về những tranh cãi của mình, mặc dù có tin đồn cho rằng Nicole đã cho một nhóm bạn của mình xem băng sex của Paris. Họ tái hợp với nhau vào tháng 10/2006.

### 2006-2007: Paris, phim ảnh và những lần bị tạm giam
Sau khi series The Simple Life bị hủy bởi kênh Fox vào năm 2005, những kênh truyền hình khác bao gồm NBC, The WB, VH1 và MTV lại khá hứng thú và muốn làm mùa tiếp theo của series. Ngày 28/11/2005, kênh E! thông báo rằng họ đã sở hữu quyền phát sóng series, bao gồm việc sản xuất cho mùa thứ 4 và quyền phát sóng lại 3 mùa trước đó. Mùa thứ 4 được bắt đầu quay vào ngày 27/2/2006. Mùa mới có tỉ suất người xem cao, tận 1,3 triệu lượt xem. Paris cho ra mắt album ca nhạc đầu tay mang tên của mình là Paris vào ngày 22/8/2006. Nó đã đạt thứ hạng thứ sáu trên bảng xếp hạng Billboard 200, và bán hơn 600,000 bản copy toàn thế giới. Đĩa đơn đầu tay mang tên "Stars Are Blind" được phát trên hơn 125 đài phát thanh ở Mỹ. Bài hát được xem là một bảng hit và có mặt trên top 10 của hơn 17 quốc gia. Mặc dù The Guardian cho rằng giọng hát của Paris "nghe vừa chán vừa cứng", AllMusic lại cho rằng album này "thú vị hơn mấy album của Britney Spears hay Jessica Simpson". Tuy nhiên vẫn có nhiều ý kiến trái chiều.
Tháng 9/2006, Paris bị bắt giam và bị cáo buộc với tội danh say xỉn khi lái xe với nồng độ cồn trong máu khoảng 0.08%. Việc này đã gây rắc rối tới việc quay hình của mùa thứ năm của The Simple Life. Bằng lái xe của cô bị treo vào tháng 11/2006, Paris bị buộc tội lái xe ẩu. Bản án dành cho cô là 36 tháng tù treo cùng với tiền phạt 1,500 dollar Mỹ. Phim chiếu bản DVD Bottoms Up được phát hành vào cuối năm 2006. Bộ phim nhận được nhiều ý kiến và nhận xét tiêu cưc; Australia's Urban Cinefile cho rằng Paris trong vai chính, "dành hầu hết thời gian trong phim diễn cảnh cô nàng hất tóc trong khi đọc những lời thoại như là "sách là những gì bạn cần đọc". Tháng 12/2006, phim National Lampoon's Pledge This! do Paris sản xuất và tham gia diễn xuất, được ra mắt giới hạn trước khi được chuyển thẳng thành bản DVD. Paris đã bỏ lỡ lễ ra mắt bộ phim ở Liên hoan phim Cannes như một hành động chống đối vì bộ phim có nhiều cảnh khỏa thân. "Tôi đã rất bực mình tới độ bỏ luôn buổi ra mắt phim của chính mình". Tháng 8/2008, Worldwide Entertainment Group kiện Paris ở Tòa án quận Miami buộc tội cô đã không thực hiện nghĩa vụ quảng bá tuyên truyền cho bộ phim như trên hợp đồng đã thỏa thuận. Catse của Paris cho bộ phim này là 1 triệu dollar Mỹ.
Ngày 10/1/2007, Paris ra mắt sản phấm tóc nối mang tên DreamCatchers hợp tác với Hair Tech International. Ngày 22/1/2007, thông tin cũng cuộc sống riêng tư của Paris bị tiết lộ trên trang web ParisExposed.com, website chứa nhiều hình ảnh, tài liệu, video riêng tư và nhiều tài liệu khác được cho là đã được lấy từ một locker lưu trữ dữ liệu mà Paris từng thuê, được bán đấu giá với giá 208 dollar Mỹ. Trang web tính phí cho mỗi lượt xem trên website thu hút hơn 1,2 triệu lượt người xem chỉ trong vòng 40 tiếng đồng hồ. Ngoài ra còn có nhiều tranh ảnh, nhật kí, hợp đồng và thư tình cùng với một video được quay bởi diễn viên Joe Francis của phim Girls Gone Wild.
Paris sau đó đã đóng cửa trang web. Tháng 1/2007, Paris không được phép lái xe vì đã treo bằng lái, cô còn phải kí một bản thỏa thuận là mình không được phép lái xe. Tháng sau đó, cô bị bắt gặp đã lái xe với vận tốc 70 km/h trên làn đường chỉ cho phép 35 km/h mà không có đèn chiếu sáng cùng với một bằng lái treo. Công tố viên ở Sở luật Los Angeles đã buộc tội rằng những vi phạm này cùng với việc Paris không thực hiện nghĩa vụ đầy đủ trong chương trình giáo dục sử dụng phương tiện làm cho việc tù treo của Paris trở nên rắc rối. Ngày 4/5, Thẩm phán Michael T Sauer buộc tội Paris với 45 ngày tù giam vì vi phạm. Paris đã nhờ Thống đốc bang California lúc bấy giờ là Arnold Schwarzengger cho án tha bổng. Tuy nhiên sau đó Paris đổi luật sư và từ bỏ việc tìm cách thoát án.
Paris bắt đầu án phạt của mình vào ngày 5/6 ở nhà tù nữ ở Lynwood, California sau khi tham gia Giải MTV Movie Awards vào ngày 3/6 trước đó. Ngày 7/6, Cảnh sát trưởng Hạt Los Angeles là Lee Baca đã kí bản án cho Paris hưởng tù treo quản thúc tại gia trong vòng 40 ngày cùng với một thiết bị theo dõi đeo ở cổ chân do Paris có bệnh sử nên cô không thể thực hiện án phạt của mình trong tù. Bace nói "tôi nghĩ rằng những ai không thích người nổi tiếng cho rằng người nổi tiếng nên bị phạt nặng hơn người thường, việc đó rất vô lý và không công bằng". Thấm phán Micheal Sauer cũng ra lệnh triệu hồi Paris tới tòa ngày 8/6 cho bản kháng án của mình bao gồm "không làm việc công ích và không đeo thiết bị theo dõi". Sau khi nghe điều này, thẩm phán Sauer từ chối bản kháng án và Paris vẫn sẽ phải thực hiện án phạt là 45 ngày trong tù. Sau khi nghe phán quyết, Paris đã hét lớn và đòi gặp mẹ của mình. Cô được đưa tới phòng y tế và quay trở lại tù sau đó ở Lynwood vào ngày 13/6. Paris được thả tự do vao ngày 26/6/2007.
Trong tù, mục sư Marty Angelo đã khai sáng cho Paris nhiều điêu, bao gồm việc "một khởi đầu mới" trong một bài phỏng vấn với Larry King trong talk show vào ngày 28/6/2007 (2 ngày sau khi được thả tự do) và trích nhiều câu nói khác từ hồi kí của Angelo. Ngày 9/6, Angelo thất bại trong việc kiến nghị với thẩm phán Sauer rằng mình sẽ ở tù giúp Paris nếu như tòa cho phép Paris rời khỏi nhà tù để tiện cho việc chữa trị bệnh. Paris nói với Larry King rằng từ bé cô đã phải dùng thuốc Adderall cho chứng bệnh tăng động giảm chú ý. Vì điều này mà series The Simple Life dừng lại hoàn toàn sau mùa thứ 5 vào tháng 7/2007. Đầu tháng 8, Paris kí bản hợp đồng thỏa thuận với Antebi để cho ra mắt dòng giày dép mang tên Paris Hilton bao gồm cao gót, giày đế thấp, giày đế xuồng và giày thể thao, được dự định sẽ cho ra mắt vào năm 2008. Giữa tháng 8, cô giới thiệu dòng sản phẩm bao gồm áo quần, đầm váy, áo khoác và quần jeans ở Kitson Boutique ở Los Angeles. Paris cho rằng đây là "giấc mơ thành hiện thật", mô tả dòng sản phẩm của mình "rất vui tươi, tươi sáng và hào nhoáng". Vào tháng 12/2007, cô chụp ảnh khỏa thân (đã được phủ với sơn vàng) để quảng cáo cho rượu "Rich Prosecco" phiên bản đóng lon, đồng thời cũng bay tới Đức để thực hiện quảng cáo cho nhãn hiệu này.
Cùng lúc đó, ông nội của cô là Barron Hilton đã quyên góp 97% tài sản của mình cho quỹ từ thiện được thành lập bởi ông cố Conrad N. Hilton: quỹ Conrad N. Hilton. Vì thế, quyền thừa kế cho các cháu bao gồm Paris bị giảm đi. Năm 2007, Paris làm mẫu cho 2 B Free và ra mắt dòng nước hoa thứ tư của mình mang tên Can Can.

### 2008-2009: Tập trung diễn xuất và chương trình My new BFF
Tình yêu đối với chó đã khiến Paris ra mắt dòng sản phẩm dành riêng cho thú cưng tên Little Lilly by Paris Hilton, một phần lợi nhuận sẽ được quyên cho quỹ cứu trợ động vật. "Tôi có 17 chú chó và tôi rất thích diện đồ cho bọn chúng, vì thế tôi bắt đầu thiết kế dòng sản phẩm cho thú cưng, nó thật sự rất dễ thương như đầm và quần jeans - những thứ mà chỉ con người có thể mặc được, nhưng lại dành cho những chú chó cưng", Paris trả lời phỏng vấn trong lúc diễn ra giải Super Bowl. Tháng 4/2008, cô xuất hiện trong một tập phim từ show "Tên tôi là Earl" tên "Tôi sẽ không chết chỉ với một sự giúp đỡ từ bạn bè". Ngày 6/8/2008, Paris xuất hiện trong một đoạn phim trên mạng tên "Paris trả lời đoạn quảng cáo của McCain" được đạo diễn bởi Adam McKay, video được đăng trên trang web Funny or Die. Trong đoạn video, Paris đóng vai nhại lại một quảng cáo mang tên "Celeb" thuộc chiến dịch tranh cử tổng thống của John McCain năm 2008. Trong "Celeb", McCain so sánh Barack Obama giống như người nổi tiếng cỡ Paris Hilton và Britney Spears, nêu lên tranh cãi về việc liệu Obama có đủ khả năng và chỉ trích năng lực chính trị của Obama. Tờ Washington nói rằng đây "có thể là vai diễn hay nhất của cô ấy", Paris mặc một bộ đồ bơi in hình da báo trong video. Thu hút 7 triệu lượt xem chỉ trong 2 ngày và nhận được vô số nhận xét từ khắp mọi nơi. Trong tháng 10 sau đó, cô cũng xuất hiện trong parody mang tên Funny or Die, tên "Paris Hilton đối thoại về tổng thống với Martin Sheen", cùng với Martin Sheen, con trai của diễn viên Charlie Sheen. Paris mặc một chiếc váy ngủ màu xanh lá và make up đậm, bàn luận về những vấn đề chính trị với Martin Sheen đóng vai cánh hữu.
Một bộ phim tài liệu về cô tên Paris, Not France được lên sóng ở Liên hoan phim quốc tế Toronto năm 2008. Trong phim tài liệu, Paris nói về việc hình ảnh của cô trong mắt công chúng và truyền thông, "Tôi bị đánh giá mọi lúc mọi nơi, còn họ thì chỉ mặc sức tự vẽ lên hình ảnh một con người hoàn toàn khác với bản thân tôi, tôi không thể làm được gì". Tại buổi công chiếu bộ phim, đạo diễn Adria nói rằng "làm nên một bộ phim như thế này sẽ không tốt cho cô ấy trong thời điểm quá khứ, nhưng bây giờ ai cũng biết cô ấy và để thấy được một mặt khác của con người cô ấy là một điều thú vị". Bộ phim được chiếu trên đài MTV vào tháng 7/2009.
Paris đóng vai chính trong show truyền hình "Paris Hilton's My New BFF", chương trình chủ yếu về việc Paris tìm người bạn thân mới; series được ra mắt vào ngày 30/9/2008. Cùng ngày Paris cũng phát hành ca khúc "My BFF" (bài hát chủ đề của show) trên KIIS FM cùng với Ryan Seacrest dẫn chương trình. Series thu hút hơn 1,2 triệu lượt người xem ở tập đầu tiên và đạt 1.6 tỉ suất người xem lứa tuổi 12 tới 34 tuổi được lên sóng vào tối thứ ba lúc 10 giờ tối. Kế hoạch tiếp theo của Paris chương trình nhạc kịch Gothic Rock tên Repo! The genetic opera. Cô đóng vai Amber Sweet, cô con gái nghiện chất kích thích của một nhà công nghệ sinh học. Horror.com nói rằng "đây có lẽ là vai diễn tốt nhất Paris tới thời điểm này". Tuy nhiên Jam! Movies lại cho rằng cô chỉ bất tài. Paris phản bác lại "được giao một vai diễn như thế này thật sự là 1 điều mới mẻ vì đó giờ tôi chỉ được giao những vai diễn chính mình trên phim". Paris được để cử cho giải Nữ diễn viên phụ tệ nhất của Giải Mâm xôi vàng nâm 2009. Bộ phim được ra mắt tại hội chợ Comic-Con quốc tế và chỉ được chiếu một thời gian ngắn ở Mỹ và Canada vào ngày /11/2008. Repo! có doanh thu mở màn tốt trong tuần đầu tiên công chiếu, thu về 51,600 dollar Mỹ ở 8 rạp chiếu phim. Tầm thời điểm đó, Paris cũng cho ra mắt dòng nước hoa thứ năm của mình tên Fairy Dust, đồng thời cũng chia tay với tay chơi guitar Benji Madden của nhóm nhạc Good Charlotte sau gần 1 năm hẹn hò.
Sau phiên bản Mỹ có thành công nhất định, phiên bản show truyền hình "Paris's My New BFF" phiên bản Anh được lên sóng trên kênh ITV2 ở Anh vào ngày 29/1/2009. Trước đó, show đã được ghi hình vào tháng 10/2008. Mặc dù series được xem là thành công nhưng nó chỉ có 428,000 lượt người xem ở tập đầu tiên và 605,000 lượt xem cho tập cuối. Mùa thứ hai của chương trình được phát hành vào ngày 2/6/2009. Á quân của phiên bản Anh là Kat McKenzie, mất vào ngày 3/7/2009 do bị nghi sốc chất kích thích. Vào tháng 6, Paris quay chương trình ở Dubai, và được chiếu vào năm 2011. Cô cũng xuất hiện trong tập 5 của phim truyền hình Supernatural mùa thứ 5. Tháng 7/2009, dòng nước hoa thứ sáu của cô là Siren được giới thiệu và thậm chí còn thắng giải Nước hoa người nổi tiếng nữ của năm tại giải Fifi năm 2009. Cô cũng tham gia thiết kế kính mát cho Gripping Eyewear. Cô giới thiệu dòng kính mát của mình vào ngày 7/10/2009 và chính thức lên kệ vào tháng 3/2010 sau đó. Tháng kế tiếp, cô ra mắt dòng sản phẩm chăm sóc bao gồm dầu gội, dầu xả và vitamin dành cho tóc. Cùng năm, Paris bắt đầu hẹn hò ngôi sao The Hills là Doug Reinhardt tuy nhiên hai người chia tay vào tháng 4/2010 sau khi Paris e ngại rằng Doug chỉ hẹn hò với cô để làm bàn đạp cho sự nghiệp.

### 2010-2012: Vấn đề pháp lý, quay trở lại làm ngôi sao truyền hình thực tế và sự nghiệp DJ.
Tháng 2/2010, cô tham gia một quảng cáo cho hãng bia đến từ Brazil mang tên Devassa Bem Loura, slogan của hãng được dịch thẳng ra tiếng Anh là "con ả tóc vàng hoa". Là một phần của chiến dịch quảng bá, cô cưỡi trên một bóng hơi hình thùng đựng bia ở lễ hội Carnival Rio. Ngày 2/7, Paris bị bắt gặp hút cần sa trong lúc diễn ra trận đấu giữa Brazil và Hà Lan thuộc khuôn khổ World Cup 2010. Mặc dù đã bị dẫn ra khỏi sân vận động bởi cảnh sát địa phương, vụ việc chìm xuồng không lâu sau đó. Người phát ngôn của cô là Dawn Miller lên tiếng rằng "sự việc chỉ là hiểu lầm thật ra là do có người trong nhóm đã hút cần sa chứ không phải Paris". Hai tuần sau, Paris bị bắt và thả ngay sau đó sau khi bị phát hiện có chứa cần sa tại sân bay Figari Sud-Corse ở Corsica.
Ngày 10/8/2010, Paris ra mắt dòng nước hoa thứ 10 mang tên Tease, được lấy cảm hứng từ Marilyn Monroe. Ngày 19/8, cô ra mắt dòng thời trang giày ở Las Vegas, trong bài phỏng vấn về dòng sản phẩm có giá từ 60 tới 160 dollar Mỹ, cô nói rằng cô "đã lựa thiết kế, chất liệu và màu sắc cũng như làm sao để nó có thể thoải mái nhất cho người dùng". Cùng tháng đó, cô cũng bị giam giữ bì tình nghi hút ma túy ở Las Vegas cùng với bạn trai lúc bấy giờ là Cy Waits, bị buộc tội lái xe trong lúc phê chất kích thích. Luật sư của Paris nói rằng chiếc túi xách đựng 800gr ma túy không phải của cô, "chiếc túi đến từ thương hiệu cao cấp nhưng không có nghĩa là nó thuộc về Paris". Sau đó Paris thừa nhận rằng tiền mặt và thẻ tín dụng từ chiếc túi xách là của mình, gián tiếp thừa nhận rằng ma túy cũng là của cô. Paris bị buộc tội với 2 tội danh vào ngày 17/9/2010. Paris hưởng 1 năm tù treo, 200 giờ hoạt động công ích xã hội và án phạt 2,000 dollar Mỹ cũng như phải hoàn thành lớp giáo huấn về chất kích thích. Luật sư David Rogers cho rằng "Nếu như cô ấy bị giam giữ vì tội vi phạm luật giao thông nhỏ thôi cũng đủ cho cô ấy vô tù ngồi trong 1 năm. Sẽ không có bàn tới bàn lui gì cả". Ngày 21/9/2010, trên đường tới Tokyo quảng bá cho dòng thời trang và nước hoa, Paris cùng em gái là Nicky Hilton bị nhân viên xuất nhập cảnh giữ lại tại sân bay Narita do những cáo buộc sử dụng chất kích thích trước đó. Do luật cấm chất kích thích hà khắc ở Nhật, những ai có liên quan tới sử dụng chất kích thích sẽ bị cấm nhập cảnh vào Nhật. Nhân viên sân bay điều tra cả hai "hàng tiếng đồng hồ", dẫn tới việc cả hai phải qua đêm ở khách sạn trong sân bay. Ngày 22/9, Nhật Bản cấm Paris nhập cảnh vào Nhật, sau đó Paris bay về Mỹ bằng máy bay riêng. Những điểm dừng khác trong chương trình quảng bá như Indonesia và Malaysia cũng bị hủy bỏ do luật cấm chất kích thích. Cuốn phim tài liệu tên Teenage Paparazzo có Paris xuất hiện được lên sóng trên kênh HBO ngày 27/9.
Cô lồng tiếng cho nhân vật Bella trong bộ phim đài ABC tên "Chú chó cứu lấy kì nghỉ Giáng Sinh", đây là vai lồng tiếng đầu tiên của cô, Paris phát biểu: "Tôi nghĩ đây là một bộ phim rất đáng yêu" và "Tôi rất thích những bộ phim về động vật, cũng như phim chủ đề Giáng Sinh, bà của tôi mất vài năm về trước vì căn bệnh ung thư vú, cũng có một chú chó lông xù tên Paris như thế. Khi xem bộ phim này tôi có cảm giác như đang xem chú cún của bà mình vậy". Bộ phim được lên sóng vào ngày 28 tháng 11 năm 2010 và nhận được nhiều phản hồi tích cực với 2,611 triệu lượt xem. Tháng 12 năm 2010, cô ra mắt đội xe đua của mình trong khi một trong những tài xế của cô là Maverick Vinales thắng giải đấu và đạt thứ hạng thứ 3 trong giải đua 125cc phân khối vào tháng 11 sau đó. Paris làm mẫu lần thứ 2 cho Tuần lễ thời trang Brazil năm 2011 (lần đầu tiên là vào đầu năm 2010). Tháng 2, cô giới thiệu dòng nước hoa mới mang tên The Passport Collection, được lấy cảm hứng từ những thành phố lớn như Paris, South Beach, Florida và Tokyo. Tháng tiếp theo, cô giới thiệu dòng sản phẩm giày dép ở Mexico. Vào khoảng thời gian đó, cô cũng ra mắt ứng dụng di động tương thích với iPhone và iPod Touch.
Ngày 12 tháng 5 năm 2011, cô mở cửa hàng thứ 3 ở Philippines. Cửa hàng tọa lạc ở trung tâm thương mại Abreeza ở thành phố Davao, bày bán các mặt hàng bao gồm túi xách, hoa tai, ví, dây thắt lưng và nước hoa. Vào ngày 1/6, cô trở lại tham gia chương trình thực tế mang tên "Oxygen's The World According to Paris". Chương trình theo sát những sự kiện thực tế trong cuộc sống hàng ngày của Paris, thu hút 409 ngàn lượt xem. Đây không phải là số người xem quá cao, khiến cho nhiều người nghĩ rằng danh tiếng của Paris không còn như xưa. Tờ New York Times nói rằng cô "là một người phụ nữ hấp dẫn với tài năng đã được kiểm chứng cho việc tự quảng bá bản thân cũng như tự marketing, mặc dù là một ngôi sao truyền hình thực tế không còn nổi danh như xưa, giống như Sony Walkman trong thời đại iPod, hay Friendster trong thời đại của Facebook" kèm theo "Paris có nhiều bạn trai, cũ cũng như mới. Paparazzi vẫn săn đón cô nhưng bây giờ Paris không còn thu hút một lượng lớn khán giả như xưa nữa - ngay cả việc lên sóng trực tiếp về những buổi công chiếu phim trên Facebook cũng vô tác dụng". Cô xuất hiện cùng với bạn trai của mình là một chủ nightclub, tên Cy Waits, chia tay vào tháng 6 cùng năm. Cô được phong danh hiệu "Doanh nhân triệu đô" bởi tạp chí Variety và được lên trang bìa cho ấn bảng cùng tháng. Paris khai trương cửa hàng thứ 4 ở Philippines vào ngày 18 tháng 8 năm 2011. Vào tháng 9, cô giới thiệu dòng sản phẩm giày dép ở Istanbul; một cửa hàng nữa được mở ở Ấn Độ, là tiền đề cho 8 cửa hàng tiếp theo. Cô cũng làm mẫu cho nhà thiết kế Andre Tan trong Tuần lễ thời trang Ukraine vào tháng 10 năm 2011.
Đầu năm 2012, Paris ra mắt dòng sản phẩm kính mát ở Thượng Hải, và tự gọi "đây là một thành công lớn". Sau đó cô bắt đầu sự nghiệp làm DJ của mình ở một chương trình nhạc hội ở Brazil, giới thiệu đĩa đơn "Last night" (được sản xuất bởi Afrojack). Mặc dù nhận được nhiều phản hồi tiêu cực từ DJ Deadmau5, Samantha Ronson và Afrojack sau khi màn trình diễn của cô được đăng trên Youtube, DJ Poet, người hâm mộ và khán giả có mặt tại sự kiện lại khen ngợi cô. Sau màn trình diễn đó, cô trở thành chủ đề được bàn tán nhiều nhất trên Twitter. "Last night" sau đó được đưa lại cho Pitbull và xuất hiện trong album Global Warming hợp tác Havanna Brown là ca sĩ hát chính. Dòng sản phẩm giày dép của Paris được vinh danh là dòng sản phẩm người nổi tiếng tốt nhất tại Lễ trao giải trao thưởng quốc tế năm 2012, cô cũng cho ra mắt dòng nước hoa thứ 15 của mình tên Dazzle. Cô xuất hiện trong video ca nhạc của ca sĩ người Hàn Quốc Kim Jang Hoon, video được quay tại bãi biển Malibu trong 2 ngày 24 và 25 tháng 8 năm 2012. Người đại diện của Kim Jang Hoon phát biểu rằng có nhiều sao nữ đã được nhắm cho vai diễn này bao gồm Jessica Alba và Scarlett Johansson. Paris được chọn bởi vì sau một cuộc khảo sát, người Hàn biết cô ấy nhiều hơn những người còn lại. Có tin cho rằng cô đã được trả thù lao 1 triệu đôla, video được ra mắt dưới định dạng 3D vào tháng 10 năm 2012.
Ngày 20 tháng 9 năm 2012, một đoạn băng thoại trong đó có giọng của Paris mỉa mai người đồng tính xuất hiện trên Internet. Sau khi bị chỉ trích dữ dội, cô lên tiếng xin lỗi thông qua GLAAD và nói rằng mình luôn ủn hộ cộng đồng đồng tính và nói rằng những người đồng tính là những người mạnh mẽ và truyền cảm hứng nhất mà mình từng biết. Vì sự kiện này mà đài Logo TV đã hủy bỏ kế hoạch lên sóng phim tài liệu về Paris. Cùng tháng đó, Paris bắt đầu hẹn hò với người mẫu nam Tây Ban Nha River Viiperi và khai trương một cửa hàng ở Mecca vào đầu tháng 11. Được xem là "thánh đường của người Hồi Giáo" và Ả Rập Xê Út là đất nước khá bảo thủ, những vấn đề về đời tư của Paris bắt đầu lan truyền trên Twitter. Đầu tháng 12, cô làm mẫu cho nhà thiết kế Shane và Falguni Peacock ở Tuần lễ Thời trang Ấn Độ, cũng như đảm nhận vai trò DJ. Giống như buổi diễn ra mắt của mình, nhiều khán giả có mặt tại chương trình rất yêu thích và ủng hộ, trong khi người xem trên Youtube lại chỉ trích nặng nề.

### 2013-hiện tại: Quay trở lại sự nghiệp âm nhạc và những kế hoạch khác
Tháng 1 năm 2013, Paris xuất hiện trong 4 tập của chương trình Paradise Hotel phiên bản Đan Mạch, và được trả thù lao $300,000. Cô cũng xuất hiện trong 2 tập của "The Real Housewives of Beverly Hills", có dì của cô là Kyle và Kim Richards thủ vai. Vào tháng 4, cô mở cửa hàng thứ 44 ở Botoga, Colombia. Tháng 5, video ca nhạc của Rich Gang là "Tapout", cô xuất hiện cùng với Lil Wayne, Christina Milian và Nicki Minaj được ra mắt. Cùng tháng, có tin rằng Paris kí hợp đồng với hãng thu âm Cash Money và lên kế hoạch ra mắt album thứ hai hợp tác với RedOne, Snoop Dogg và Flo Rida. Cô nói với tạp chí Rolling Stone "Tôi đang làm việc với những người thật tuyệt vời vài tài năng cho album của mình và rất mong muốn được chia sẻ với khán giả và người hâm mộ", miêu tả album sắp tới "rất đa dạng". Tháng tiếp theo đó, Paris xuất hiện trong bộ phim The Bling Ring của đạo diễn Sofia Coppola, nói về một băng trộm tuổi teen đã đột nhập các căn hộ của nhiều người nổi tiếng bao gồm Paris, Lindsay Lohan và Orlando Bloom. Paris cho Coppola mượn nhà của mình để quay phim trong 2 tuần. Trong một bài phỏng vấn với The Hollywood Reporter, cô nói rằng Sofia rất thích nhà của cô khi Sofia tới dự tiệc sinh nhật của Paris. Đạo diễn Coppola nói "Tôi rất muốn được quay phim ở căn nhà của cô ấy, nó rất khác biệt. Vì thế sẽ rất khó để tái dựng lại ngôi nhà to lớn như vậy của Paris"
Suốt tháng 8 năm đó, Paris làm DJ ở tuần lễ lệ hội Amnesia ở Ibiza. Nhận được sự ủng hộ từ khán giả và nhà phê bình âm nhạc giúp cô được gia hạn hợp đồng vào năm 2014. Vào tháng 10, cô phát hành đĩa đơn đầu tiên từ album phòng thu thứ hai của mình mang tên "Good Time" hợp tác với rapper Lil Wayne. Đĩa đơn đạt thứ hạn 18 trên bảng xếp hạng nhạc dance và nhạc điện tử. Đĩa đơn thứ hai "Come alive" được ra mắt vào tháng 7 năm 2014. Vào tháng 4 năm 2015, cún cưng của Paris từng xuất hiện trong The Simple Life đã qua đời ở tuổi 14. Đĩa đơn thứ 3 "High Off My Love" được phát hành và đạt thứ hạng thứ 3 trên bảng xếp hạng Billboard nhạc dance Mỹ. Tháng 1 năm 2016, bài hát "Crazy" hợp tác với DJ Poet được ra mắt.
Paris đính hôn với người mẫu và diễn viên Chris Zylka vào tháng 1 năm 2018. Cô cũng phát hành bài hát "I need you" vào lễ Valentine năm 2018 và gửi tặng tới vị hôn phu của mình.

## Danh sách phim và giải thưởng
| Năm       | Tựa đề                               | Vai                   | Ghi chú và giải thưởng |
| --------- | ------------------------------------ | --------------------- | --- |
| 1993      | Wishman                              | Girl on Beach         | |
| 2000      | Sweetie Pie                          |                       | |
| 2001      | Zoolander                            | Chính mình            | Khách mời |
| 2002      | Nine Lives                           | Jo                    | |
| 2002      | QIK2JDG                              | Strung-out Supermodel | |
| 2003      | L.A. Knights                         | Sadie                 | |
| 2003      | Wonderland                           | Barbie                | Khách mời |
| 2003      | The Cat in the Hat                   | Club-Goer             | Khách mời |
| 2003–2007 | The Simple Life                      | Chính mình            | Đề cử—Teen Choice Award for Choice Reality Television Star – Female (2004, 2006, 2007) |
| 2004      | Las Vegas                            | Madison               | TV series ("Things That Go Jump in the Night") |
| 2004      | George Lopez                         | Ashley                | TV series ("Jason Tutors Max") |
| 2004      | The O.C.                             | Kate                  | TV series ("The L.A.") |
| 2004      | Veronica Mars                        | Caitlin Ford          | TV series ("Credit Where Credit's Due") |
| 2004      | Win a Date with Tad Hamilton!        | Heather               | |
| 2004      | The Hillz                            | Heather Smith         | |
| 2004      | Raising Helen                        | Amber                 | Vai diễn khách mời |
| 2005      | American Dreams                      | Barbara Eden          | TV series ("California Dreamin'") |
| 2005      | House of Wax                         | Paige Edwards         | Golden Raspberry Award for Worst Supporting Actress Teen Choice Award for Choice Movie Scream Scene Nominated—MTV Movie Award for Best Frightened Performance Nominated—Teen Choice Award for Choice Movie Breakout Performance – Female |
| 2006      | Bottoms Up                           | Lisa Mancini          | |
| 2006      | Pledge This!                         | Victoria English      | |
| 2008      | Hottie and the Nottie                | Cristabel Abbott      | Golden Raspberry Award for Worst Actress Golden Raspberry Award for Worst Screen Couple |
| 2008      | Repo! The Genetic Opera              | Amber Sweet           | Golden Raspberry Award for Worst Supporting Actress |
| 2008      | An American Carol                    | Cá nhân               | Phim truyền hình |
| 2008      | My Name Is Earl                      | Cá nhân               | Phim truyền hình ("I Won't Die with a Little Help from My Friends") |
| 2008–2009 | Paris Hilton's My New BFF            | Cá nhân               | Nominated—Teen Choice Award for Choice Reality Television Star – Female Nominated—Teen Choice Award for Choice Summer Television Star – Female                                                                                           |
| 2009      | Paris Hilton's British Best Friend   | Cá nhân               | |
| 2009      | Paris Hilton's Dubai BFF             | Cá nhân               | |
| 2009      | Rex                                  | Paris                 | Phim truyền hình |
| 2009      | Supernatural                         | Leshii                | Phim truyền hình dài tập ("Fallen Idols") |
| 2010      | Teenage Paparazzo                    | Cá nhân               | Phim tài liệu |
| 2010      | The Dog Who Saved Christmas Vacation | Bella                 | Phim truyền hình |
| 2011      | The World According to Paris         | Cá nhân               | Phim truyền hình |
| 2013      | Paradise Hotel                       | Cá nhân               | Phim truyền hình, phiên bản Đan Mạch |
| 2013      | The Real Housewives of Beverly Hills | Cá nhân               | Phim truyền hình ("Home Is Where the Art Is") |
| 2013      | The Bling Ring                       | Cá nhân               | Ra mắt ngày 14 tháng 6 |
| 2013      | Yarmani                              |                       | |